# 慈眼寺 (新潟県出雲崎町)
慈眼寺（じげんじ）は新潟県三島郡出雲崎町の上中条にある曹洞宗の寺院。山号は福寿山（ふくじゅさん）。本尊は聖観世音菩薩。栃木県大中寺の末寺。
開山は栃木県大中寺(関三刹)13世の天南松薫（1573年 - 1640年）。
本堂は明和5年（1768年）に再建された。
山門は出雲崎町久田の小黒家宅の裏門を移築したとされている。
本堂内に毘沙門堂、境内に阿弥陀堂・地蔵堂がある。

## 毘沙門天について

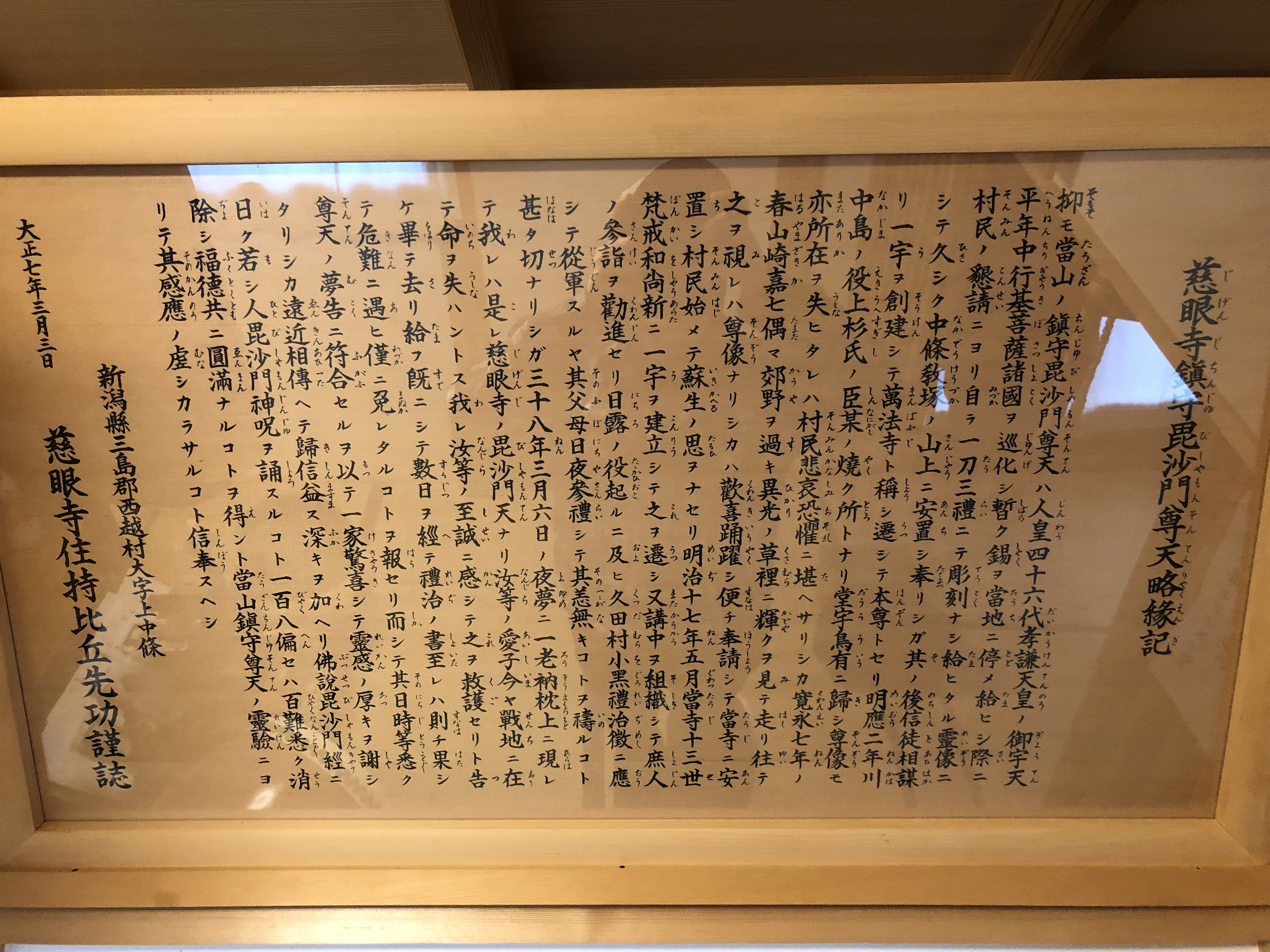
慈眼寺毘沙門天略縁起

現在では毎年5月26日に毘沙門講大般若会があり、その読経中に御開帳される。

## 慈眼寺本尊の聖観世音菩薩についての伝記

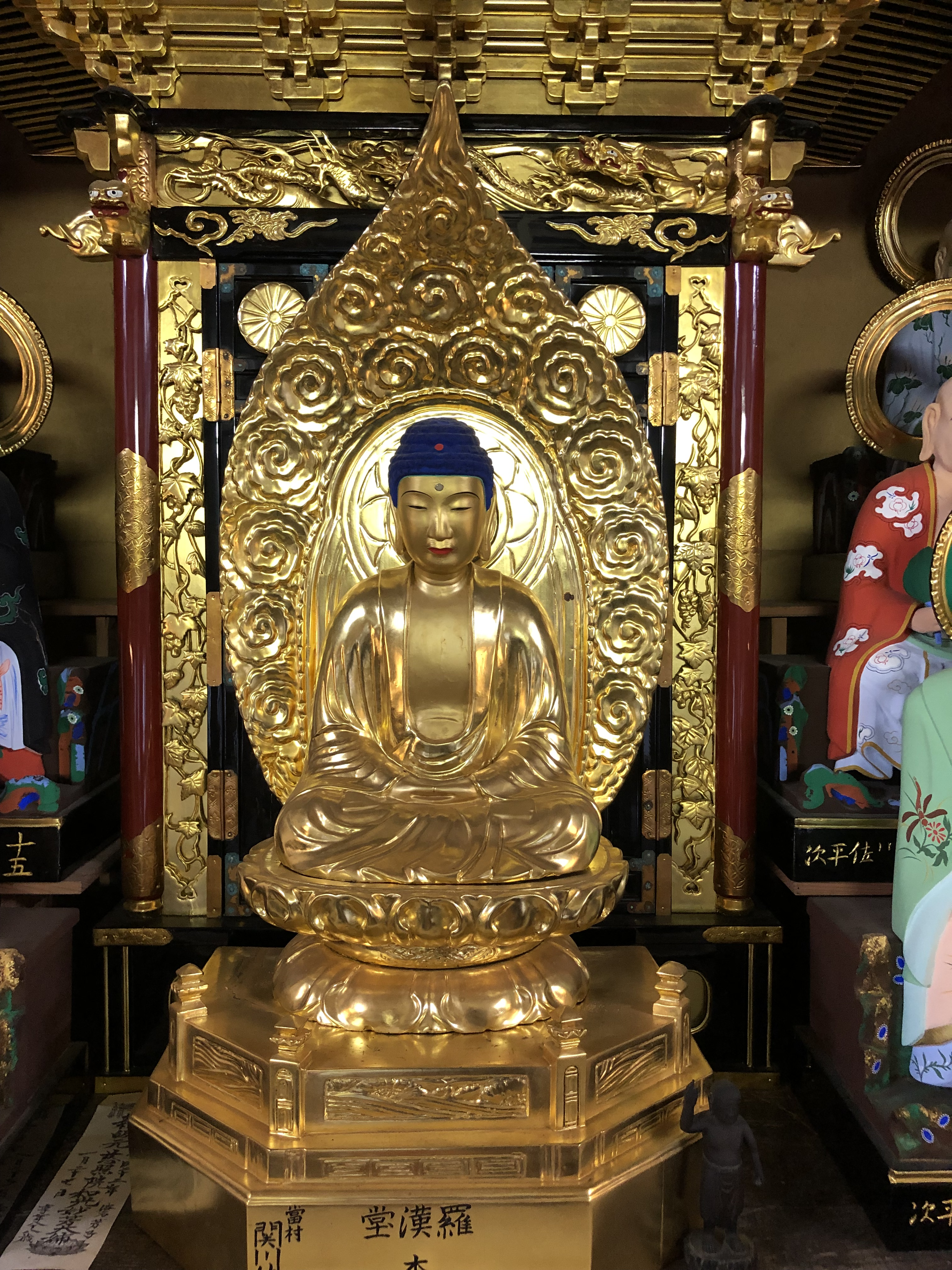
慈眼寺本尊 厨子

現在、聖観世音菩薩像は、本堂内の釈迦牟尼仏如来坐像の後ろの厨子に納められている。